# Фотодесорбція
Фотодесорбція (від грец. φωτός — світло, лат. de — виділення, лат. sorbeo — поглинати) — десорбція адсорбата під впливом опромінення (зазвичай видимого або ультрафіолетового), яке поглинається абсорбатом або абсорбентом. Один з етапів загального механізму фотокаталізованих реакцій.
Фотодесорбція також є одним з механізмів руйнування міжзоряних пилових частинок.